# Camille Moltzen
Camille Loup Moltzen (* 2013 in Berlin) ist ein deutscher Kinderdarsteller.

## Leben
Moltzen ist der Sohn der Schauspieler Peter und Nora Moltzen. Seine Schwester Renée Moltzen ist auch Kinderdarstellerin.
2023 erhielt er einen Preis bei dem internationalen Studentenfilmfestival Sehsüchte und 2024 erhielt er den TeleVisionale Baden-Baden Fernsehfilmpreis als bester Nachwuchsschauspieler.

## Filmographie
- 2021: Spencer
- 2021: Bring mich nach Hause
- 2022: Notruf Hafenkante
- 2023: Wann wird es endlich wieder so, wie es nie war
- 2021, 2023: Deadlines
- 2023: Schabernack
- 2024: Ein Mann seiner Klasse
- 2025: Mit der Faust in die Welt schlagen